# جايسون هيويت (لاعب كرة قاعدة)
جايسون هيويت (بالإنجليزية: Jason Hewitt)‏ هو لاعب كرة قاعدة أسترالي، ولد في 17 سبتمبر 1974 في برث في أستراليا.

## وصلات خارجية
- جايسون هيويت على موقع أوليمبيديا (الإنجليزية)